# Sezon snookerowy 2011/2012
Sezon snookerowy 2011/2012 – seria turniejów snookerowych rozgrywanych między 18 czerwca 2011 a 7 maja 2012 roku.

## Kalendarz
| Daty        | Daty        | Kraj            | Nazwa turnieju                         | Miejsce                           | Lokalizacja                | Zwycięzca                          | Drugie miejsce                                  | Wynik |
| ----------- | ----------- | --------------- | -------------------------------------- | --------------------------------- | -------------------------- | ---------------------------------- | ----------------------------------------------- | ----- |
| 18.06       | 22.06       | Anglia          | Players Tour Championship – Turniej 1  | World Snooker Academy             | Sheffield                  | Ronnie O’Sullivan                  | Joe Perry                                       | 4−0   |
| 06.07       | 10.07       |                 | Wuxi Classic                           | Wuxi Sports Center                | Wuxi                       | Mark Selby                         | Ali Carter                                      | 9−7   |
| 11.07       | 17.07       | Tajlandia       | PTT-EGAT Snooker World Cup             | World Trade Center                | Bangkok                    | Chiny · (Ding Junhui, Liang Wenbo) | Irlandia Północna · (Mark Allen, Gerard Greene) | 4−2   |
| 18.07       | 24.07       | Australia       | Australian Goldfields Open             | Bendigo Stadium                   | Bendigo                    | Stuart Bingham                     | Mark Williams                                   | 9−8   |
| 06.08       | 10.08       | Anglia          | Players Tour Championship – Turniej 2  | South West Snooker Academy        | Gloucester                 | Judd Trump                         | Ding Junhui                                     | 4−0   |
| 17.08       | 21.08       | Anglia          | Players Tour Championship – Turniej 3  | World Snooker Academy             | Sheffield                  | Ben Woollaston                     | Graeme Dott                                     | 4−2   |
| 18.08       | 27.11       | Anglia          | Premier League Snooker                 | Miasta w Wielkiej Brytanii        | Wlk. Bryt.                 | Ronnie O’Sullivan                  | Ding Junhui                                     | 7−1   |
| 24.08       | 28.08       | Niemcy          | Players Tour Championship – Turniej 4  | Stadthalle                        | Fürth                      | Mark Selby                         | Mark Davis                                      | 4−0   |
| 05.09       | 11.09       |                 | Shanghai Masters                       | Grand Stage                       | Szanghaj                   | Mark Selby                         | Mark Williams                                   | 10−9  |
| 15.09       | 18.09       | Brazylia        | Brazil Masters                         | Transamerica Expo Centre          | São Paulo                  | Shaun Murphy                       | Graeme Dott                                     | 5−0   |
| 23.09       | 25.09       | Anglia          | Players Tour Championship – Turniej 5  | World Snooker Academy             | Sheffield                  | Andrew Higginson                   | John Higgins                                    | 4−1   |
| 29.09       | 02.10       | Polska          | Players Tour Championship – Turniej 6  | Arena Ursynów                     | Warszawa                   | Neil Robertson                     | Ricky Walden                                    | 4−1   |
| 05.10       | 09.10       | Anglia          | Players Tour Championship – Turniej 7  | South West Snooker Academy        | Gloucester                 | Ronnie O’Sullivan                  | Matthew Stevens                                 | 4−2   |
| 20.10       | 23.10       | Irlandia        | Players Tour Championship – Turniej 8  | The Convention Centre             | Killarney                  | Neil Robertson                     | Judd Trump                                      | 4−1   |
| 29.10       | 30.10       | Irlandia        | Lucan Racing Classic                   | Celbridge Snooker Club            | Kildare                    | Fergal O’Brien                     | Ken Doherty                                     | 5−2   |
| 05.11       | 06.11       | Anglia          | World Seniors Championship             | Cedar Court Hotel                 | Bradford                   | Darren Morgan                      | Steve Davis                                     | 2−1   |
| 10.11       | 13.11       | Belgia          | Players Tour Championship – Turniej 9  | Lotto Arena                       | Antwerpia                  | Judd Trump                         | Ronnie O’Sullivan                               | 4−3   |
| 26.11       | 30.11       | Anglia          | Players Tour Championship – Turniej 10 | World Snooker Academy             | Sheffield                  | Michael Holt                       | Dominic Dale                                    | 4−2   |
| 03.12       | 11.12       | Anglia          | UK Championship                        | Barbican Centre                   | York                       | Judd Trump                         | Mark Allen                                      | 10-8  |
| 17.12       | 19.12       | Anglia          | Players Tour Championship – Turniej 11 | World Snooker Academy             | Sheffield                  | Tom Ford                           | Martin Gould                                    | 4-3   |
| 15.12 06.01 | 16.12 08.01 | Anglia · Niemcy | Players Tour Championship – Turniej 12 | World Snooker Academy Event Forum | Sheffield Fürstenfeldbruck | Stephen Maguire                    | Joe Perry                                       | 4−3   |
| 09.01       | 22.03       | Anglia          | Championship League                    | Crondon Park Golf Club            | Essex                      | Ding Junhui                        | Judd Trump                                      | 3-1   |
| 15.01       | 22.01       | Anglia          | Masters                                | Alexandra Palace                  | Londyn                     | Neil Robertson                     | Shaun Murphy                                    | 10−6  |
| 27.01       | 29.01       | Anglia          | Snooker Shoot Out                      | Circus Arena                      | Blackpool                  | Barry Hawkins                      | Graeme Dott                                     | 1-0   |
| 01.02       | 05.02       | Niemcy          | German Masters                         | Tempodrom                         | Berlin                     | Ronnie O’Sullivan                  | Stephen Maguire                                 | 9-7   |
| 13.02       | 19.02       | Walia           | Welsh Open                             | Newport Centre                    | Newport                    | Ding Junhui                        | Mark Selby                                      | 9-6   |
| 27.02       | 04.03       |                 | World Open                             | bd.                               | Haikou                     | Mark Allen                         | Stephen Lee                                     | 10-1  |
| 14.03       | 18.03       | Irlandia        | Players Tour Championship – Finał      | Bailey Allen Hall                 | Galway                     | Stephen Lee                        | Neil Robertson                                  | 4-0   |
| 26.03       | 01.04       |                 | China Open                             | Pekin University Gymnasium        | Pekin                      | Peter Ebdon                        | Stephen Maguire                                 | 10-9  |
| 21.04       | 07.05       | Anglia          | Mistrzostwa Świata                     | Crucible Theatre                  | Sheffield                  | Ronnie O’Sullivan                  | Ali Carter                                      | 18-11 |

| Turnieje rankingowe          |
| Turnieje PTC, rankingowe     |
| Inne turnieje, nierankingowe |

## Nowi gracze

### Zwycięzcy mistrzostw
- Dechawat Poomjaeng
- Sam Craigie
- Kacper Filipiak
- Passakorn Suwannawat
- Cao Yupeng

### Nominacje
- Sam Baird
- Daniel Wells
- Scott MacKenzie
- Joe Meara
- David Hogan
- Aditya Mehta

### Zwycięzcy Q School
- David Grace
- Robin Hull
- Andrew Norman
- Li Yan
- Tian Pengfei
- Adam Duffy
- Stuart Carrington

### Dzikie karty
- Yu Delu
- Lucky Vatnani
- Luca Brecel